# Aulo Mânlio Vulsão (cônsul em 178 a.C.)
Aulo Mânlio Vulsão (em latim: Aulus Manlius Vulso) foi um político da gente Mânlia da República Romana eleito cônsul em 178 a.C. com Marco Júnio Bruto. Provavelmente era irmão de Cneu Mânlio Vulsão, cônsul em 189 a.C..

## Consulado (178 a.C.)

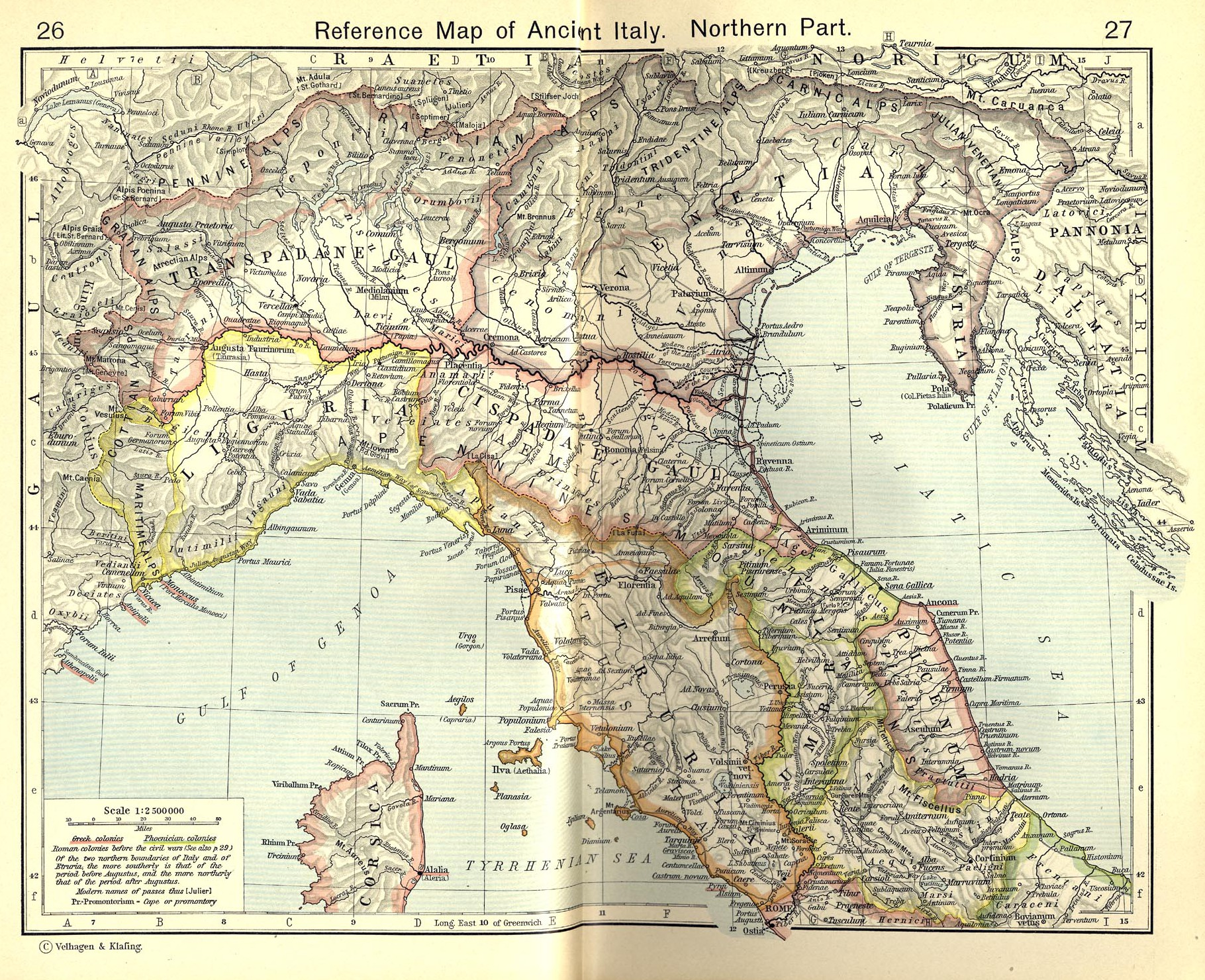
Mapa do norte da Itália. A região da Ístria está na extrema esquerda, no alto.

Foi eleito cônsul em 178 a.C. com Marco Júnio Bruto e recebeu a Gália Cisalpina como sua província consular e decidiu, sem autorização do Senado, marchar contra os ístrios, sem nenhum resultado significativo. No começo do ano seguinte, Aulo, com o apoio de seu colega, Júnio Bruto, reiniciou as operações militares com algum sucesso. Mas eles não conseguiram, porém, terminar a campanha antes da chegada do novo cônsul, Caio Cláudio Pulcro.